# Bamumbu
Bamumbu est une localité du Cameroun située dans le département du Lebialem et la Région du Sud-Ouest. Elle fait partie de l'arrondissement de Wabane.

## Population
Lors du recensement de 2005, Bamumbu comptait 12 778 habitants.